# Skalny Most (Rudawy Janowickie)
Skalny Most – grupa skałek w południowo-zachodniej Polsce, w Sudetach Zachodnich, w paśmie Rudaw Janowickich. Położona jest na terenie Rudawskiego Parku Krajobrazowego.

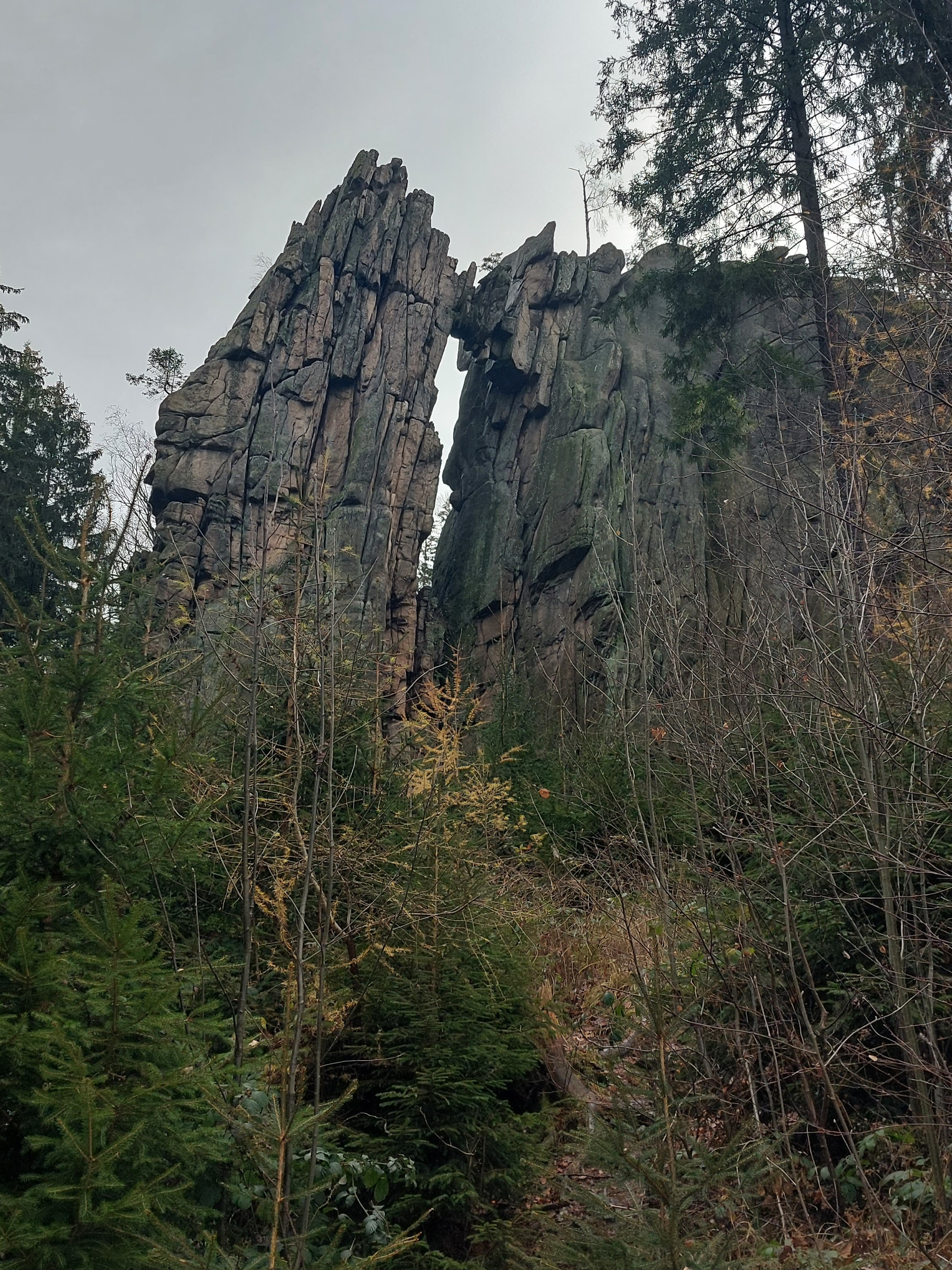
Widok na Skalny Most od strony zachodniej (ze szlaku pieszego)

## Położenie
Skalny Most położony jest na wysokości 600–620 m n.p.m. na północnym stoku Dziczej Góry, odchodzącym w stronę biegnącej poniżej Doliny Janówki. Zgrupowanie skałek, do których należy Skalny Most położone jest około 3 kilometrów w linii prostej na południe od Janowic Wielkich.

## Opis
Skalny Most tworzy wąska grzęda skalna, wychodząca ze stoku, o długości około 30 metrów i wysokości przekraczającej 20 metrów. Jest największą grupą skałek w okolicy. Na przedłużeniu Skalnego Mostu znajdują się również inne skałki: Bambulec, Przyczółek i Przedmoście, które są jednak znacznie mniej wyeksponowane, ze względu na obecność roślinności. Na ścianach Skalnego Mostu wyraźnie zarysowują się pionowe spękania. Końcowym fragmentem skałki jest wąska iglica, oddzielona od głównej części i połączona z nią wąskim, naturalny mostem skalnym, znajdującym się w najwyższej części, pod którym utworzyło się duże okno skalne. Na skale umiejscowiona jest tablica pamiątkowa, poświęcona Walterowi Tuffeck'owi, który spadł ze Skalnego Mostu 18 maja 1931 roku podczas wspinaczki.
Podobne formy skałkowe można znaleźć m.in. w położonym na terytorium Czech Parku Narodowym Czeska Szwajcaria. Tam jednak wytworzyły się one w piaskowcach, w Rudawach Janowickich natomiast tworzą je skały granitowe, co stanowi znacznie rzadszy przypadek.

## Budowa geologiczna
Skalny Most zbudowany jest z średnioziarnistych granitów porfirowatych, wykrystalizowanych w górnym karbonie. Należą one do jednostki plutonu Karkonoszy i charakteryzują się systemem spękań, przebiegającym w trzech kierunkach (dwa pionowe i jeden zbliżony do poziomego). Pierwszy zespół spękań pionowych przebiega zgodnie z wydłużeniem masywu (NW-SE), a prostopadłe do niego pionowe spękania poprzeczne o kierunku NNE-SSW wypełnione są skałami żyłowymi, w tym aplitami. Trzeci system spękań przebiega horyzontalnie i związany jest z obecnością szlirów biotytowych.

## Turystyka
Skalny Most znajduje się kilkadziesiąt metrów od przebiegającej poniżej utwardzonej drogi, z której jest dobrze widoczny. Drogą biegnie fragment Europejskiego długodystansowego szlaku pieszego E3 Szklarska Poręba – Pasterka, oznaczonego symbolem E3 oraz kolorem niebieskim. Poza tym drogą poprowadzony jest również żółty szlak rowerowy oraz ścieżka edukacyjno-przyrodnicza „Janowice – Bolczów”. Pod skałkę podchodzi kilka nieoznakowanych ścieżek. Miejsce to, jak wiele skałek w Rudawach Janowickich, jest bardzo popularne wśród wspinaczy. Na ścianach Skalnego Mostu wyznaczonych jest ponad 30 dróg wspinaczkowych.